# Metaphycus hanstediensis
Metaphycus hanstediensis är en stekelart som beskrevs av Bakkendorf 1965. Metaphycus hanstediensis ingår i släktet Metaphycus och familjen sköldlussteklar.
Artens utbredningsområde är:
- Tjeckien.
- Slovakien.
- Danmark.

Inga underarter finns listade i Catalogue of Life.